# Herbert Demange
Herbert Demange (* 24. Mai 1959 in Saarlouis) ist ein ehemaliger deutscher Fußballspieler.

## Karriere
Demange begann das Fußballspielen in der Jugendabteilung des SC Saarlouis-Roden. Als Achtzehnjähriger wechselte er 1977 ins Ruhrgebiet zum FC Schalke 04. Im Mai nahm er mit der Deutschen Jugendnationalmannschaft in Belgien am UEFA-Juniorenturnier teil. Mitspieler waren unter anderem Walter Junghans (Torhüter), Bernd Dierßen, Lutz Gerresheim, Holger Willmer und Michael Harforth. In seinem ersten Jahr bei den Gelsenkirchenern schaffte er es neben Stürmern wie Klaus Fischer, Rüdiger Abramczik und Erwin Kremers in 13 Partien eingesetzt zu werden. In dieser Saison erzielte er drei Treffer. Direkt in seinem ersten Bundesligaspiel, am 12. Spieltag der Saison, vor heimischer Kulisse gegen den VfL Bochum erzielte er sein erstes Bundesligator, er traf zum 1:0 (Endstand 3:1). In seiner zweiten Saison für die Königsblauen wurde er 18-mal eingesetzt und war mit einem Saisontor erfolgreich. 1979 wechselte er in die 2. Bundesliga zum FC 08 Homburg. In der 2. Bundesliga Süd in der die Homburger spielten, wurde Demange schnell Stammspieler, in seiner ersten Saison traf er fünfmal, in seiner zweiten Saison war er mit achtzehn Treffern der erfolgreichste Torschütze seines Teams. Die Saison 1980/81 war die vorerst letzte zweigleisige Saison der zweiten Liga. So stiegen 22 Mannschaften, unter anderem auch Demange mit seinen Homburgern ab. Zur Saison 1982/83 wechselte er zu Rot-Weiss Essen, somit spielte er weiterhin in der 2. Bundesliga. Bei den Rot-Weissen von der Hafenstraße gehörte er zum Stammpersonal, in seiner ersten Saison wurde er 32-mal eingesetzt und traf neunmal; hinter Jürgen Wegmann war er der erfolgreichste Torschütze des Teams. Für sein Team sprang am Ende Platz vierzehn raus, in seiner zweiten Saison wurde Essen siebzehnter und Demange wiederholte seine Werte aus der Vorsaison, doch dies konnte den Abstieg der Essener nicht verhindern. 1984 wechselte er zum 1. FC Saarbrücken, mit den Saarländern wurde Platz drei in der zweiten Liga erreicht, wodurch die Relegation für die erste Liga erreicht wurde. Demange kam in beiden Relegationsspielen nicht zum Einsatz, Saarbrücken setzte sich gegen Arminia Bielefeld durch. In der Saison 1985/86 spielte Demange sein letztes 1. Ligajahr. Er erzielte in sieben Einsätzen keinen Treffer und als Vorletzter musste er mit Saarbrücken den Gang in die Zweitklassigkeit antreten. Es war der dritte Abstieg für Demange. Er spielte ein weiteres Jahr in Saarbrücken, bevor er dem Profifußball den Rücken kehrte. In den Folgejahren spielte er für 1. FC 1919 Nalbach und den SV 1920 Wallerfangen.